# سيندي دانيال
سيندي دانيال هي مغنية كندية، ولدت في 6 مايو 1986 في مونتريال في كندا.

## وصلات خارجية
- سيندي دانيال على موقع IMDb (الإنجليزية)
- سيندي دانيال على موقع ميوزك برينز (الإنجليزية)
- سيندي دانيال على موقع ديسكوغز (الإنجليزية)